# Jacqueline Pillon
Jacqueline Patricia Pillon (* 27. Dezember 1977 in Windsor, Ontario) ist eine kanadische Synchronsprecherin, Theater- und Filmschauspielerin.

## Leben
Pillon wuchs als jüngstes Kind mit zwei älteren Brüdern und einer älteren Schwester auf. Seit ihrem 12. Lebensjahr ist sie als Theaterdarstellerin tätig. Nach der High School machte sie ihren Specialist B.Sc. in dem Fach Biologische Anthropologie an der University of Toronto. Sie besuchte außerdem die St. Peter’s/Monsignor Feeney Choir School in London.
Seit Anfang der 1990er Jahre ist sie als Synchronsprecherin tätig, seit Ende der 1990er Jahre außerdem als Schauspielerin. Seit 2002 spricht sie in der Zeichentrickserie Cyber-Jagd die Figur Matt Jones. Sie wirkte in verschiedenen kanadischen und US-amerikanischen Fernsehserien und Fernsehfilmen mit. Sie ist die Stimme des kanadischen Senders W Network.

## Filmografie

### Schauspiel
- 1999: System Crash (Fernsehserie)
- 2000–2001: Nikita (Fernsehserie, 2 Episoden)
- 2001: Blue Murder (Fernsehserie, Episode 2x07)
- 2001: Runaway Jane – Allein gegen alle (Jane Doe) (Fernsehfilm)
- 2002: Crossed Over (Fernsehfilm)
- 2002: Irgendwas ist immer! Gilda Radner: It’s Always Something (Fernsehfilm)
- 2002: Master Spy: The Robert Hanssen Story (Fernsehfilm)
- 2002: The Interrogation of Michael Crowe (Fernsehfilm)
- 2003: Open House (Fernsehfilm)
- 2003: Odd Job Jack (Fernsehserie, Episode 2x03)
- 2003: Street Time (Fernsehserie, 3 Episoden)
- 2003: Starhunter (Fernsehserie, Episode 2x08)
- 2003: Sue Thomas: F.B.I. (Sue Thomas: F.B.Eye) (Fernsehserie, Episode 2x04)
- 2004: Evel Knievel (Fernsehfilm)
- 2004: Missing – Verzweifelt gesucht (Missing) (Fernsehserie, Episode 2x12)
- 2004: Der Schutzengel (The Wool Cap) (Fernsehfilm)
- 2004–2005: Queer as Folk (Fernsehserie, 3 Episoden)
- 2005: Kojak (Fernsehserie, Episode 1x02)
- 2005: Trump Unauthorized (Fernsehfilm)
- 2005: Shania: A Life in Eight Albums (Fernsehfilm)
- 2005: Recipe for a Perfect Christmas (Fernsehfilm)
- 2005, 2010: Mayday – Alarm im Cockpit (Air Crash Investigation) (Fernsehserie, 2 Episoden)
- 2006: Captain Flamingo (Fernsehserie, Episode 1x01)
- 2006: Man of the Year
- 2008: Heartland – Paradies für Pferde (Heartland) (Fernsehserie, Episode 1x10)
- 2008: The Border (Fernsehserie, Episode 1x09)
- 2008: Dawgs Playing Poker
- 2008: XIII – Die Verschwörung (XIII) (Fernsehfilm)

### Synchronsprecherin (Auswahl)
- 1993: Little Devils: The Birth
- 1999: Medabots (Zeichentrickserie)
- 2001: The Kid (Animationsfilm)
- seit 2002: Cyber-Jagd (Cyberchase) (Zeichentrickserie)
- 2003–2004: Chilly Beach (Zeichentrickserie, 2 Episoden)
- 2005: Der Zweihnachtsmann (A Very Barry Christmas) (Animationsfernsehfilm)
- 2009: Busytown Mysteries (Animationsserie)
- 2012–2015: Fugget About It (Zeichentrickserie, 27 Episoden)

## Trivia
- Sie ist ehemalige Miss Mississauga
- Sie ist Trägerin des Schwarzen Gürtels in Karate
- Sie ist Titelträgerin der Service Medal of the Order of St John, da sie einen Mann vor dem Ertrinken rettete.